# 麥迪遜萊克 (明尼蘇達州)
麥迪遜萊克（英語：Madison Lake）是一個位於美國明尼蘇達州布盧厄斯縣的城市。

## 人口
根據2020年美國人口普查的數據，麥迪遜萊克的面積為3.53平方千米，當中陸地面積為3.50平方千米，而水域面積為0.03平方千米。當地共有人口1247人，而人口密度為每平方千米353人。